# Rhampholeon nicolai
Rhampholeon nicolai — вид ігуаноподібних ящірок родини хамелеонових (Chamaeleonidae). Ендемік Танзанії. Описаний у 2022 році.

## Поширення і екологія
Rhampholeon nicolai мешкають в горах Укагуру на сході центральної Танзанії, на території заповідників Маміва-Кісара та в їх околицях. Вони живуть у вологих гірських тропічних лісах, на висоті 1970 м над рівнем моря.